# Sausheim
Sausheim település Franciaországban, Haut-Rhin megyében. Lakosainak száma 5597 fő (2022. január 1.). Sausheim Baldersheim, Rixheim, Illzach, Ottmarsheim és Wittenheim községekkel határos.

## Népesség
A település népessége az elmúlt években az alábbi módon változott:
| Lakosok száma | 5446 | 5475 | 5634 | 5501 | 5489 | 5479 | 5487 | 5528 | 5597 |
|               | 2013 | 2015 | 2016 | 2017 | 2018 | 2019 | 2020 | 2021 | 2022 |